# 레베카 마르데르
레베카 마르데르(Rebecca Marder, 1995년 4월 10일 ~ )는 프랑스의 배우이다. 2019 수잔 비앙케티상 수상자이다.